# Ardanuç (district)
Ardanuç is een Turks district in de provincie Artvin en telt 11.948 inwoners (2007). Het district heeft een oppervlakte van 989,2 km². Hoofdplaats is Ardanuç.
De bevolkingsontwikkeling van het district is weergegeven in onderstaande tabel.
| 1997   | 2000   | 2007   |
| ------ | ------ | ------ |
| 15.234 | 14.477 | 11.948 |